# جولييان فيلاسكيز
جولييان فيلاسكيز (بالإسبانية: Julian Velásquez)‏ هو مبارز بالسيف أرجنتيني، ولد في 7 ديسمبر 1920.

## وصلات خارجية
- جولييان فيلاسكيز على موقع أوليمبيديا (الإنجليزية)